# Fritte (Werkstoff)

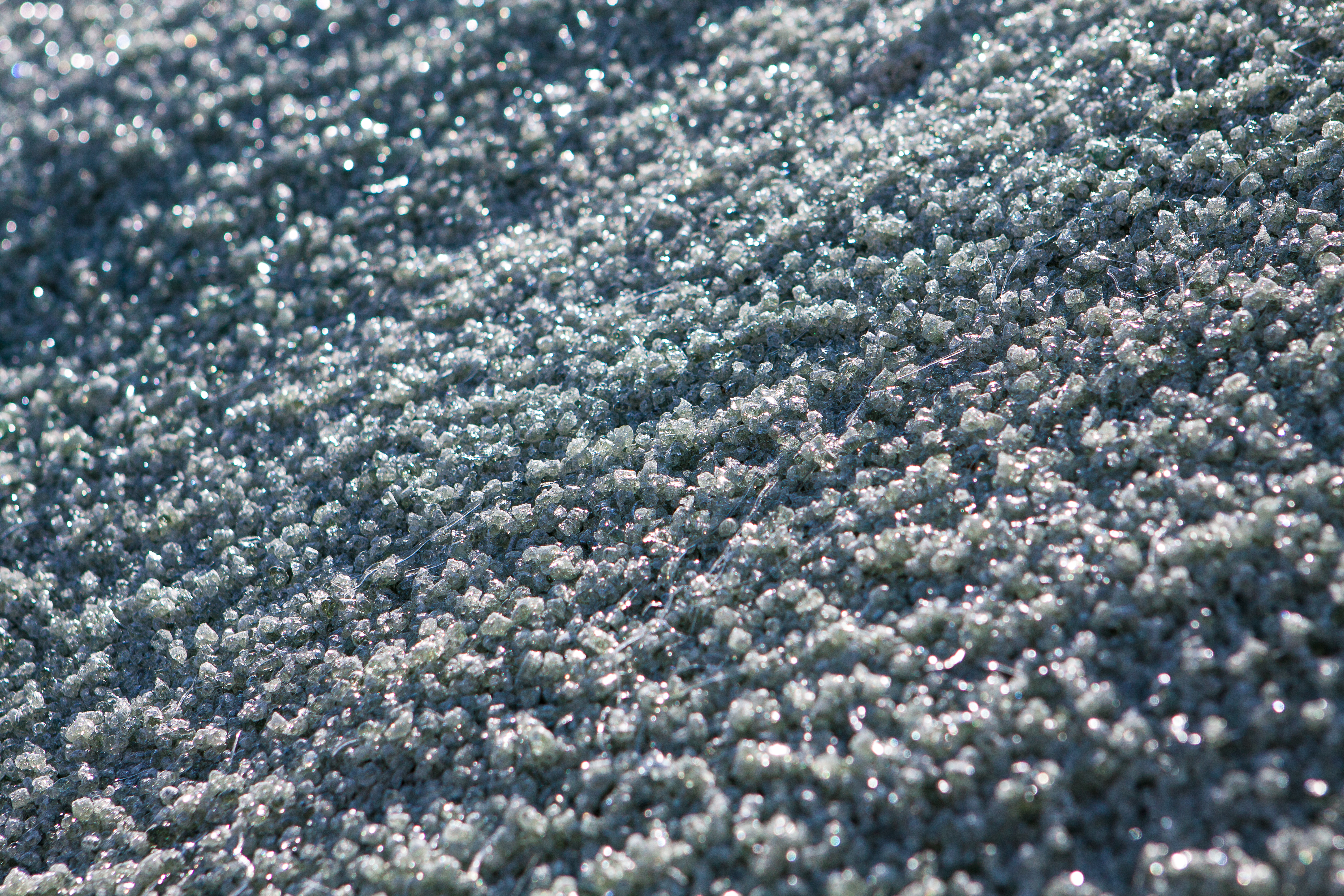
Fritten für die Glaswolleproduktion

Unter dem Begriff Fritte versteht man ein Zwischenprodukt bei der Herstellung von Glas- oder Keramikschmelzen. Die Glasfritte beispielsweise entsteht durch oberflächliches Schmelzen von Glaspulver, wobei die Glaskörner zusammenbacken, dem sog. Sintern. In manchen Herstellungsprozessen wird der entstandene Werkstoff zusätzlich abgeschreckt. 
Es entsteht ein poröses Material, das in der Labortechnik zum Beispiel als Filter eingesetzt wird. Zuletzt kann aus dem abgeschreckten Werkstoff leicht durch Mahlen ein Pulver hergestellt werden. Sowohl der entstehende Werkstoff als auch das Pulver wird als Fritte bezeichnet. 

## Glasfritte
Die Glasfritte wurde früher in einem eigenen Fritteofen hergestellt, abgeschreckt und in einer Frittekammer als direkter Rohstoff für die Glasschmelze gelagert, zum Beispiel zur Herstellung von Waldglas.
Die Schmelze lief in zwei Schritten ab. Zuerst wurden die Rohstoffe (zwei Gewichtsteile Asche, ein Teil Quarzsand) vom Schmelzer zum Gemenge gemischt. Dann wurde das Gemenge im Fritteofen bei ca. 750 °C während eines Tages und einer Nacht zur Fritte „gekocht“. Die Fritte muss gerührt werden, sobald sie heiß wird, damit sie nicht in der Hitze des Feuers schmelzflüssig wird und zusammenbackt. Dieses Asche-Sand-Gemisch wurde als neues Gemenge im Schmelzofen zum Glas erschmolzen.
Glasfritten werden u. a. als Filtermaterial genutzt. Es gibt verschiedene Porositäten, die in der folgenden Tabelle aufgeführt sind.
| Kennzeichnung nach ISO 4793-80 | Alternativkennzeichnung nach ISO 4793-80 | Nennweite der Poren in µm | Anwendungsgebiet der Fritte |
| ------------------------------ | ---------------------------------------- | ------------------------- | --- |
| P 500                          | POR 00 / G 00                            | 250–500                   | Filtration von groben Niederschlägen, Gasverteilung in Flüssigkeiten mit geringem Gasdruck                                                                                               |
| P 250                          | POR 0 0/ G 0                             | 160–250                   | Filtration von groben Niederschlägen, Gasverteilung in Flüssigkeiten mit geringem Gasdruck                                                                                               |
| P 160                          | POR 1 0/ G 1                             | 100–160                   | Grobfiltration, Gasverteilung mit höherem Druck |
| P 100                          | POR 2 0/ G 2                             | 040–100                   | Präparative Feinfiltration, präparatives Arbeiten mit kristallinen Niederschlägen, Diffusion von Gasen in Flüssigkeiten                                                                  |
| P 40                           | POR 3 0/ G 3                             | 016–40                    | Analytische Filtration, analytisches Arbeiten mit mittelfeinen Niederschlägen, präparatives Arbeiten mit feinen Niederschlägen, Diffusion von Gasen in Flüssigkeiten                     |
| P 16                           | POR 4 0/ G 4                             | 010–16                    | Analytische Feinfiltration, analytisches und präparatives Arbeiten mit sehr feinen Niederschlägen, sehr feine Gasverteilung in Flüssigkeiten mittels Druck, Sperrventile für Quecksilber |
| P 1,6                          | POR 5 0/ G 5                             | 001–1,6                   | Feinstfiltration, bakteriologische Filter, Filtration von größeren Mikroorganismen, extrem feine Gasverteilung in Flüssigkeiten mittels hohem Druck                                      |

Einen Vergleich von Porengröße und -verteilung nach ISO 4793-80 und ASTM EI 28-99 (US-amerikanischer Standard) gibt die in der Quelle zitierte Tabelle.

## Emaillefritte
Bei der frühen Keramikherstellung wurde die notwendige Temperatur zum Dichtbrennen (Steinzeug 1200 °C, Porzellan 1400 °C) nicht erreicht und es musste eine Glasur aufgetragen werden, um das Produkt als Gefäß nutzen zu können. Dafür wurden die Scherben mit Suspensionen der Glasurbestandteile in Wasser (Fritten, Pulver, in Wasser gelöst) begossen, getaucht oder bepinselt. Die so ‚niedriggebrannten‘ Produkte haben den Nachteil, dass giftige Schwermetalle in den Farben nicht vollständig glasiert werden und von Flüssigkeiten auf Dauer herausgelöst werden können.
Heutzutage wird Emaillefritte bei der Herstellung von emaillierten Metallen und anderen Werkstoffen verwendet.